# 成田香車
成田 香車（なりた きょうしゃ）は、日本の漫画家。男性。主に成人向け漫画雑誌で活動。

## 来歴
1999年頃よりティーアイネット『COMIC MUJIN』、桜桃書房『COMIC夢雅』、コアマガジン『コミックメガストア』、ワニマガジン社『COMIC快楽天』等で連載を持つ。
2010年時点では若生出版『プルメロ』で作品を連載している。

## 作品リスト

### 単行本
成人向け
- 『蜜告』 2000年12月2日初版発行（2000年11月2日発売[1]）、ティーアイネット〈MUJIN COMICS〉、ISBN 4-88774-026-3
- 『美悦の吐息』 2001年10月7日初版発行（2001年9月7日発売[2]）、ティーアイネット〈MUJIN COMICS〉、ISBN 4-88774-047-6
- 『禁断』 2003年3月7日初版発行（2003年2月7日発売[3]）、ティーアイネット〈MUJIN COMICS〉、ISBN 4-88774-084-0
- 『放課後まで待てない』 2006年2月20日初版発行（同日発売[4]）、コアマガジン〈メガストアコミックス72〉、ISBN 4-87734-965-0
- 『バナナミルクセーキへようこそ』 2010年3月31日初版発行（同日発売[5]）、若生出版〈ワコーコミックス〉、ISBN 978-4-948714-18-2
- 『むちメス♥ビュルルーッ!!』 2013年9月28日初版発行（同日発売[6]）、若生出版〈ワコーコミックス〉、ISBN 978-4-948714-49-6
- 『9時から5時までの恋人』 ジーオーティー〈GOTコミックス〉- 同人作品。
  1. 2018年12月15日発売[7]、ISBN 978-4-814801-39-8
  2. 2019年6月28日発売[8]、ISBN 978-4-814801-91-6
  3. 2020年12月28日発売[9]、ISBN 978-4-823601-23-1

※2008年にワニマガジン社より単行本 『成田香車作品集（仮）』（ISBN 978-4-86-269055-5）の発売が予定されていたが、延期されたまま未発売となっている。